# Tanjung Anom (Kota Agung Timur)
Tanjung Anom is een bestuurslaag in het regentschap Tanggamus van de provincie Lampung, Indonesië. Tanjung Anom telt 2370 inwoners (volkstelling 2010).